# Список основних бойових танків за поколіннями

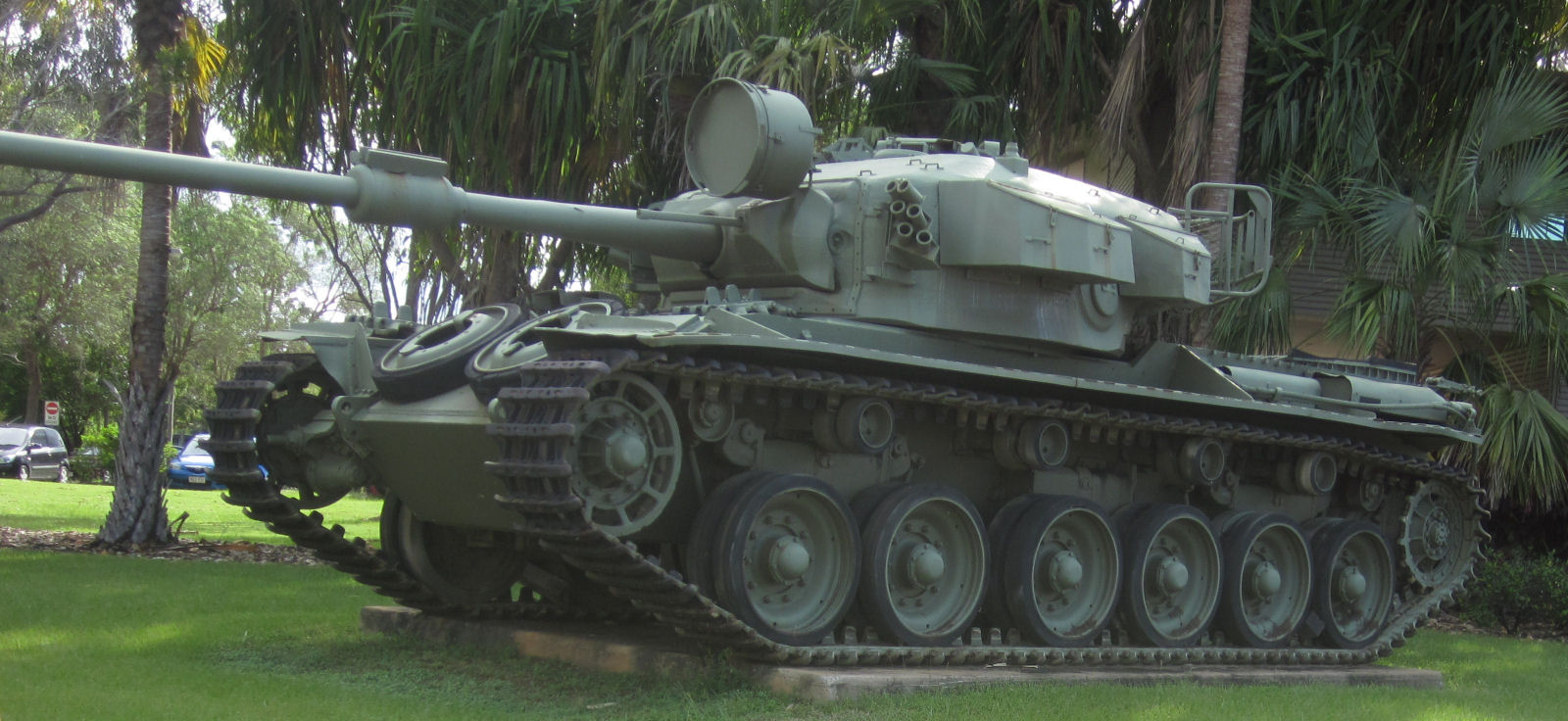
Танк Mk 3 Centurion австралійської армії

Основні бойові танки часто класифікуються за належністю до певного покоління, хоча фактичне визначення та належність до цих поколінь чітко не визначені. Радянські військові систематизували танки називаючи першим поколінням танки до 1945 року та чотирма наступними поколіннями танків (з першим основним бойовим танком третього покоління Т-64), тоді як канадські військові поділяють основні бойові танки на три покоління. Військові КНР також виділяють три покоління власних танків.

## Поділ за поколіннями
У 1983 році Рольф Гілмес виділив три покоління танків і три «проміжних покоління», які складалися в основному з модернізованих танків. Перше покоління основних бойових танків базувалося на конструкціях часів Другої світової війни або похідних від них, особливо радянський Т-34 і німецькі середні танки Panther. Друге покоління було оснащене захистом від зброї масового ураження (лише іноді), інфрачервоними приладами нічного бачення, стабілізацією головної гармати і принаймні механічною системою управління вогнем. Третє покоління визначається використанням тепловізорів, цифрових систем управління вогнем і спеціальної (композитної) броні.
Однак Гілмес визнав, що танки неможливо остаточно згрупувати за поколіннями, оскільки кожна країна-виробник танків розробляє та приймає на озброєння свої танки відповідно до власних ідей та потреб. Він також зазначає, що розбивка післявоєнних танків за поколіннями базується на часових і технічних факторах, що є підґрунтям для подальшої дискусії.
Стратегічна концепція Канадського управління сухопутних військ визначає три покоління основних бойових танків. Перше покоління основних бойових танків після Другої світової війни включає американські M48/M60, німецькі Leopard 1 і британські Centurion і Chieftain. Друге покоління включає більшість 120-мм основних бойових танків, таких як американський M1A1, німецький Leopard 2 і британський Challenger. Що стосується основного бойового танка третього покоління, то він включає новітні „цифрові“ танки, такі як французький Leclerc і, можливо, американський M1A2 і німецький Leopard 2A5.

## Перше покоління
| Назва      | Взято на озброєння | Походження       | Вироблено одиниць | Маса       | Потужність двигуна | Запас ходу | Примітки |
| ---------- | ------------------ | ---------------- | ----------------- | ---------- | ------------------ | ---------- | --- |
| Centurion  | 1946               | Велика Британія  | 4 423             | 51 тонна   | 650 к.с.           | 52-100 км  | Перший «універсальний танк» (ОБТ). «Кульмінація» крейсерських танків Другої світової війни.                                               |
| Т-54       | 1947               | СРСР             | 35 000            | 36 тонн    | 520 к.с.           | 330-440 км | Перше покоління ОБТ СРСР. |
| M47 Patton | 1951               | США              | 8 576             | 46 тонн    | 810 к.с.           | 130-160 км | Подальший розвиток танків M46 Patton і M26 Pershing.                                                                                      |
| M48 Patton | 1952               | США              | 12 000            | 45-49 тонн | 750-825 к.с.       | 110-480 км | Подальший розвиток танка M47 Patton. |
| FV4202     | 1955               | Велика Британія  | 3                 | 41 тонна   | 520 к.с.           | 50-100 км  | Прототип, що використовувався для розробки різних концепцій, пізніше використаних у Chieftain.                                            |
| Т-54       | 1956               | Польща           | 3 000             | 36 тонн    | 520 к.с.           | 330-440 км | Вироблявся за ліцензією в Польщі. |
| T-54A      | 1957               | Чехословаччина   | 2 700             | 36 тонн    | 520 к.с.           | 330-440 км | Вироблявся за ліцензією в Чехословаччині.                                                                                                 |
| Strv 101   | 1958               | Швеція           | 110               | 52 тонни   | 650 к.с.           | 52-100 км  | Позначення шведської армії для Mk 10 Centurions (105-мм L7) зі шведськими кулеметами, приладами, радіостанціями тощо.                     |
| Т-55       | 1958               | СРСР             | 27 500            | 36 тонн    | 581 к.с.           | 400-530 км | Покращений Т-54. |
| Тип 59     | 1959               | КНР              | 13 000            | 36 тонн    | 520 к.с.           | 450-600 км | Версія радянського танка Т-54А китайського виробництва, рання модель поширеної серії Т-54/55.                                             |
| Шот        | 1960               | Ізраїль          | 390               | 51 тонна   | 650 к.с.           | 52-100 км  | Ізраїльське позначення танка Centurion озброєного 105-мм гарматою L7.                                                                     |
| Тип 61     | 1961               | Японська імперія | 560               | 35 тонн    | 570 к.с.           | 200 км     | Перший основний бойовий танк, що був розроблений і використовувався Сухопутними військами Японії, збудований Mitsubishi Heavy Industries. |
| Т-55       | 1964               | Польща           | 7 000             | 36 тонн    | 581 к.с.           | 400-530 км | Вироблявся за ліцензією в Польщі. |
| Т-55       | 1964               | Чехословаччина   | 8 300             | 36 тонн    | 581 к.с.           | 400-530 км | Вироблявся за ліцензією в Чехословаччині.                                                                                                 |

## Друге покоління
Друге покоління мало розширені можливості ведення нічних боїв і, в більшості випадків, захист від зброї масового ураження. Більшість західних танків цього покоління озброювалися 105-мм танковою гарматою Royal Ordnance L7 або похідними від неї.
| Назва                    | Взято на озброєння | Походження                       | Вироблено одиниць             | Маса        | Потужність двигуна | Запас ходу | Примітки |
| ------------------------ | ------------------ | -------------------------------- | ----------------------------- | ----------- | ------------------ | ---------- | --- |
| M60                      | 1959               | США                              | 15 000                        | 46-52 тонни | 750 к.с.           | 450-500 км | Подальший розвиток танка M48 Patton. Пізніші моделі (M60A2 і M60A3) вважаються першим проміжним поколінням. |
| Т-62                     | 1961               | СРСР                             | 22 700                        | 37 тонн     | 581-620 к.с.       | 320-650 км | Подальший розвиток Т-55, головним чином оновлена 115-мм гармата та збільшене шасі. Перший танк був оснащений гладкоствольною танковою гарматою, яка могла стріляти бронебійними опереними підкаліберними снарядам. |
| Leopard 1                | 1965               | ФРН                              | 6 565                         | 40-42 тонни | 820 к.с.           | 450-600 км | Основний бойовий танк, що був розроблений і вироблявся у Західній Німеччині, вперше прийнятий на озброєння в 1965 році. |
| Panzer 61                | 1965               | Швейцарія                        | 150                           | 39 тонн     | 630 к.с.           | 250 км     | Подальший розвиток танка Panzer 58. |
| MBT-70                   | 1965               | США ФРН                          | 14                            | 50 тонн     | 1470-1500 к.с.     | 644 км     | Спільний американсько-західнонімецький проєкт із розробки нового основного бойового танка. Ніколи не був прийнятий на озброєння. |
| Vickers MBT              | 1965               | Велика Британія                  | 376                           | 38 тонн     | 535 к.с.           | 480 км     | Експортний танк британського приватного підприємства. |
| Віджаянта                | 1965               | Індія                            | 2 200                         | 39 тонн     | 535 к.с.           | 530 км     | Індійська ліцензійна версія британського Vickers MBT. |
| AMX-30                   | 1966               | Франція                          | 3 571                         | 36-39 тонн  | 700-750 к.с.       | 450-500 км | AMX 30 слугував основним бойовим танком для французької армії. |
| Т-64                     | 1966               | СРСР                             | 13 000                        | 38-42 тонни | 700-1000 к.с.      | 500-700 км | Перший у світі композитно-броньований танк, пізніші версії Т-64 можна вважати третім поколінням. |
| FV 4201 Chieftain        | 1967               | Велика Британія                  | 1 896                         | 52-55 тонн  | 650-750 к.с.       | 400-500 км | Оснащений британською 120-мм гарматою Royal Ordnance L11A5. |
| Магах 3                  | 1967               | США Ізраїль                      | 300                           | 50 тонн     | 750 к.с.           | 480 км     | Модернізований M48A1/A2C/A3. Модифікації включають британську 105-мм гармату L7, низькопрофільну командирську башточку, модернізований комплекс зв'язку, дизельний двигун Continental AVDS-1790-2A потужністю 750 к.с. із трансмісією Allison CD-850-6. Зрештою вони були оснащені динамічною бронею Blazer. |
| Strv 103                 | 1967 (1964)        | Швеція                           | 290                           | 37-43 тонни | 540-780 к.с.       | 390 км     | Перший у світі танк з турбінним двигуном (як дизельний, так і газотурбінний двигун), безбаштова конструкція, розроблена та використана виключно у Швеції. |
| WZ-122                   | 1970               | КНР                              | Лише кілька, проєкт скасовано | 38 тонн     | 650-680 к.с.       | Н/Д        | Основний бойовий танк розробки Китайської Народної Республіки. Його розробка почалася в березні 1970 року. Після створення кількох прототипів проєкт було скасовано в 1974 році. |
| AMX-30E                  | 1970               | Франція Іспанія                  | 299                           | 36 тонн     | 670 к.с.           | 400 км     | Іспанський основний бойовий танк на базі французького AMX-30. 280 одиниць було виготовлено компанією Santa Bárbara Sistemas для Сухопутних військ Іспанії між 1974 і 1983 роками. |
| Panzer 68                | 1971               | Швейцарія                        | 390                           | 41 тонна    | 660 к.с.           | 200 км     | Швейцарський основний бойовий танк (ОБТ) на базі Panzer 61. |
| M60A2                    | 1972               | США                              | 526-540                       | 52 тонни    | 750 к.с.           | 450 км     | Варіант основного бойового танка M60 Patton, що розроблений як підсилення для підрозділів, які мають на озброєнні танки M60A1. M60A2 був укомплектований новою баштою, яка містить 152-мм гармату/пускову установку M162. |
| Т-72                     | 1973               | СРСР                             | 25 000                        | 37-45 тонн  | 780-840 к.с.       | 460-700 км | Гілмес відносить Т-72 до першого проміжного покоління. Модернізовані версії після 1990-х років класифікуються як третє покоління. |
| Olifant Mk 1             | 1974               | Південно-Африканський Союз       | 153                           | 52 тонни    | 650 к.с.           | 50-100 км  | Подальший розвиток танка Centurion. |
| Тип 74                   | 1975               | Японія                           | 873                           | 38 тонн     | 750 к.с.           | 300 км     | Гілмес відносить Тип 74 до першого проміжного покоління. |
| Магах 5                  | 1976               | США Ізраїль                      | 150                           | 50 тонн     | 750 к.с.           | 480 км     | M48A5 в оригінальній комплектації. В цілому схожий на Магах 3, але має дещо інший двигун і трансмісію Continental AVDS-1790-2D і Allison CD-850-6A відповідно. Зрештою вони були оснащені динамічною бронею Blazer ERA. |
| Vickers MBT Mark 3       | 1977               | Велика Британія                  | 212                           | 39 тонн     | 720 к.с.           | 400 км     | Основний бойовий танк Vickers Mk III є подальшим розвитком Vickers Mk I MBT. Він був розроблений приватним підприємством, озброєний британською повністю стабілізованою 105-мм нарізною гарматою L7A1. Ця гармата стріляє всіма боєприпасами НАТО. Така ж гармата використовувалася на Vickers Mk I, однак Mk III має нову систему управління вогнем. Танк оснащений турбованим дизельним двигуном Detroit Diesel 12V-71T потужністю 720 кінських сил. |
| M60A3                    | 1978               | США                              | 7 948                         | 52 тонни    | 750 к.с.           | 450 км     | General Dynamics M60A3 Patton є останнім танком серії Patton, виробленим у Сполучених Штатах, а також останнім основним бойовим танком цієї серії, який використовувався армією США. |
| TR-77-580                | 1979               | Соціалістична Республіка Румунія | 405                           | 42 тонни    | 580 к.с.           | 400-450 км | Румунська розробка на базі модифікації T-54/55, із подовженим шасі та 6 опорними катками, що спочатку передбачала використання того ж двигуна, що й Leopard 1. Відмова Краус-Мафай постачати технологію до держави-учасниці Варшавського пакту та політичне бажання досягти певних показників виробництва призвели до того, що замість нього використовувався двигун В-55 від Т-54/55. 226 TR-580 були на озброєнні станом на 2010 рік. |
| Меркава Mark I           | 1979               | Ізраїль                          | 250                           | 63 тонни    | 908 к.с.           | 500 км     | Перший основний бойовий танк, розроблений для використання Армією оборони Ізраїлю. |
| Тип 80/Тип 88            | 1980               | КНР                              | 3 500                         | 38 тонн     | 730 к.с.           | 400-500 км | Варіанти танків включають Тип 85. |
| Чхонмахо                 | 1980               | СРСР Північна Корея              | 1 200                         | 40 тонн     | 750 к.с.           | 450 км     | Копія танку Т-62; пізніші версії містять оновлення. |
| OF-40                    | 1981               | Італія                           | 39                            | 46 тонн     | 820 к.с.           | 600 км     | Основний бойовий танк, який використовується Об'єднаними Арабськими Еміратами. |
| T-55AI Igman             | 1981               | СФРЮ                             | 600                           | 37-45 тонн  | Н/Д                | Н/Д        | Югославська модернізація Т-55А, призначена для модернізації застарілого парку Т-55 Югославської Народної Армії. У ньому використані перевірені компоненти від M-84, передових версій Т-72 місцевого виробництва, з якими він розроблявся паралельно. Основні удосконалення включали зовнішнє кріплення 2-х напрямних для ракет AT-3 Sagger, двигун від Т-72, спрощений SUV з метеодатчиком і лазерними далекомірами від М-84, додано рознесену броню на башті та передній частині корпусу та встановлення генератори диму. |
| T-72M/M1                 | 1981               | Чехословаччина                   | 1 700                         | 43,5 тонни  | 850 к.с.           | 480 км     | Ця модель була створена за ліцензією ZTS Martin. У західних джерелах його часто називають T-72G, що може бути позначенням версії, що експортується на Близький Схід. Наприкінці 1980-х танки, що випускалися для чехословацької армії, а також для експорту, були оснащені деякими вдосконаленнями радянської програми Т-72А, включаючи гумові бортові «спідниці» (замість «зябрової броні») і димові гранатомети 902Б «Туча». |
| T-72M/M1                 | 1982               | Польща                           | 382                           | 43,5 тонни  | 850 к.с.           | 480 км     | Ця експортна версія Т-72 була створена за ліцензією компанією Бумар-Лабенди в Глівіце, починаючи з 1982 року. Як і радянські танки, польський Т-72М спочатку був оснащений «зяберною» бронею; пізніше танки були модернізовані гумовими бортами та димовими гранатометами 902В «Туча». У пізніх серійних моделях на верхній пластині глазіса, як у Т-72М1, приварений додатковий сталевий лист товщиною 16 мм. |
| T-55 Enigma              | 1982               | Ірак                             | 8                             | 41 тонна    | 520 к.с.           | 300 км     | Модернізовані танки Т-55, Тип 59 і Тип 69 на озброєнні збройних сил Іраку. |
| Тип 69/Тип 79            | 1982               | КНР                              | 3 200                         | 37 тонн     | 580 к.с.           | 440 км     | Подальший розвиток танка Тип 59. Найдосконаліший варіант Тип 79 оснащений 105-мм нарізною гарматою, яка також встановлена на танку Тип 80. |
| AMX-32                   | 1982               | Франція                          | 6                             | 38-40 тонн  | 800 к.с.           | 530 км     | AMX-32 був французьким прототипом основного бойового танка, розроблений AMX і APX наприкінці 1970-х років як експортний танк, щоб відповідати певній ринковій ніші країн з невеликими оборонними бюджетами. |
| Tanque Argentino Mediano | 1983               | Аргентина                        | 280                           | 31 тонна    | 720 к.с.           | 590-800 км | Середній танк (основний бойовий танк), що стоїть на озброєнні аргентинської армії. |
| Bernardini MB-3 Tamoyo   | 1983               | Бразилія                         | Лише декілька                 | 30 тонн     | 500 к.с.           | 550 км     | Основний бойовий танк розробки компанії Bernardini; однак він так і не надійшов у масове виробництво і так залишився прототипом. Остання модель Tamoyo III була озброєна 105-мм нарізною основною гарматою НАТО L7. |
| Меркава Mark II          | 1983               | Ізраїль                          | 580                           | 60 тонн     | 908 к.с.           | 500 км     | Удосконалена версія Меркава Mark I. |
| TR-85                    | 1986               | Соціалістична Республіка Румунія | 617                           | 42,2 тонни  | 830 к.с.           | 400 км     | Основний бойовий танк на базі TR-77-580, розроблений для сухопутних військ Румунії. У 2017 році на озброєнні було 227 TR-85. |
| CM-11 Brave Tiger        | 1990               | Тайвань                          | 450                           | 50 тонн     | 750 к.с.           | 480 км     | Похідний від M48 Patton. |
| CM-12                    | 1990               | Тайвань                          | 100                           | 49 тонн     | 750 к.с.           | 203 км     | Похідний від M48 Patton. |
| M-55S                    | 1992               | Словенія                         | 30                            | 38 тонн     | 600 к.с.           | 580 км     | Модернізація Т-54/Т-55 розроблена компанією STO RAVNE та інженерами ізраїльської компанії Elbit Systems. Словенія модернізувала 30 танків Т-55, які є на озброєнні її збройних сил. Останній Т-55 був модернізований до M-55S у травні 1999 року. |
| Зульфікар I              | 1994               | Іран                             | 400                           | 52 тонни    | 780-1000 к.с.      | 450 км     | Понад 150 збудованих, не враховуючи 6 прототипів. |
| Тип 72Z                  | 1997               | Іран                             | 400                           | 36 тонн     | 780 к.с.           | 440 км     | Глибоко модернізована версія танків Тип 59 і T-54/T-55, яка була реалізована Організацією оборонної промисловості Ірану. |
| Тип 96                   | 1997               | КНР                              | 2 500+                        | 41-43 тонни | 730-1000 к.с.      | 400 км     | Китайська версія танку Тип 85-IIM, пізніше відома як Тип 96. |
| Leopard C2               | 2000               | Німеччина Канада                 | 114                           | 43 тонни    | 830 к.с.           | 600 км     | Основний бойовий танк Leopard C2 є канадською модернізацією німецького Leopard 1. |
| Olifant Mk 2             | 2003               | ПАР                              | 26                            | 60 тонн     | 1040 к.с.          | 500 км     | Покращений танк Olifant Mk 1. |
| Аль-Заррар               | 2004               | КНР Пакистан                     | 750                           | 44 тонни    | 730 к.с.           | 450 км     | Модернізація застарілих китайських танків Тип 59 із Пакистану, здійснена за підтримки України та реалізована компанією Heavy Industries Taxila, із 125-мм гладкоствольною гарматою як основною зброєю. |
| Ramses II                | 2005               | Єгипет                           | 425                           | 48 тонн     | 908 к.с.           | 530 км     | Глибока модернізація основного бойового танку Т-55, розроблена і використовуваний Збройними силами Єгипту. |
| Tifon 2a                 | 2010               | Україна Перу                     | 4                             | 46 тонн     | 1050 к.с.          | Н/Д        | Основний бойовий танк на базі радянського танка Т-54/Т-55, розроблений і виготовлений спільно перуанською компанією DICSAC (Diseños Casanave Corporation S.A.C. of Peru) і Харківським конструкторським бюро машинобудування імені Морозова, Україна. На сьогодні завершені лише випробування/розробка, у серійне виробництво не надійшов. |
| Sabalan                  | 2014               | Іран                             | 170                           | 50 тонн     | 750 к.с.           | 500 км     | Іранська модернізована версія американського M47 Patton, що має бічні борти та новозбудовану башту, оснащену 105-мм гарматою, лазерним далекоміром, новою системою управління вогнем та обладнанням зв'язку. Ніколи не використовувався в активній службі. |
| Тип 59G(BD) Durjoy       | 2015               | КНР Бангладеш                    | 174                           | 42 тонни    | 730 к.с.           | 450 км     | Модернізований варіант китайського танка Тип 59 для Сухопутних військ Бангладеш. |
| Т-55АГМ                  | 2016               | Україна                          | 4                             | 46 тонн     | 850 к.с.           | Н/Д        | Українська модернізація Т-54/Т-55. Модернізація переводить танки Т-54/Т-55 до стандарту Т-80. Модернізацію також можна застосувати до Типу 59 китайського виробництва та радянських Т-62. Він оснащений двотактним багатопаливним дизельним двигуном з рідинним охолодженням і наддувом 5ТДФМ з протилежними поршнями, який розвиває потужність 850 к.с. (634 кВт), удосконаленою ходовою частиною, автоматизованою системою управління рухом з рульовим керуванням, додатковим пасивним захистом, вбудованим динамічним захистом, системою протидії, новою системою пожежогасіння з перемиканням на командирському місці, автоматом заряджання на 18 набоїв і зенітним кулеметом, який можна наводити і вести вогонь зсередини вежі під повним броньовим захистом. |

## Третє покоління
Третє покоління основних бойових танків характеризується композитною бронею та комп'ютерно стабілізованими системами управління вогнем, які дозволяють вести вогонь на ходу, а також дуже високу ймовірність першого попадання по цілях на відстані до 2000 метрів.
| Назва                              | Взято на озброєння | Походження                       | Вироблено одиниць      | Примітки |
| ---------------------------------- | ------------------ | -------------------------------- | ---------------------- | --- |
| Т-80                               | 1976               | СРСР                             | 5 400+                 | Перший у світі танк, оснащений виключно турбінним двигуном (шведський Strv 103, який надійшов на озброєння в 1960-х роках, використовував турбінний двигун поряд з дизелем). Найбільш ранні моделі вважаються проміжним другим поколінням, тоді як моделі, починаючи з Т-80У (1986) і далі, є третім поколінням. |
| Leopard 2                          | 1979               | ФРН                              | 3 600                  | Розробка основного бойового танка Leopard 2 почалася в 1970 році. Це було лише через пару років після того, як попередній Leopard 1 був прийнятий на озброєння. Озброєний повністю стабілізованою гладкоствольною гарматою Rheinmetall RH-M-120 калібру 120 мм. |
| MBT-80                             | 1980               | Велика Британія                  | 17 прототипів          | FV4601 MBT-80 був британським експериментальним основним бойовим танком третього покоління, розробленим наприкінці 1970-х років для заміни танка Chieftain. Зрештою його розробку скасували на користь Challenger 1, який сам по собі є еволюцією дизайну Chieftain. |
| M1 Abrams                          | 1980               | США                              | 10 400                 | Виробництво почалося (на Chrysler) у 1979 році і тривало до 1985 року (на General Dynamics) (3273 вироблено для США). |
| FV4030/4 Challenger 1              | 1983               | Велика Британія                  | 420                    | Заміна FV 4201 Chieftain. Challenger 1 озброєний повністю стабілізованою британською нарізною гарматою L11A5 калібру 120 мм. Це значно вдосконалена версія гармати Chieftain. Він надзвичайно точний, однак цей ОБТ був оснащений повільною системою управління вогнем. ОБТ Challenger 1 оснащений дизельним двигуном Rolls-Royce Condor CV12-1200TCA з турбонаддувом потужністю 1200 к.с. |
| AMX-40                             | 1983               | Франція                          | Кілька прототипів      | AMX-40 був французьким основним бойовим танком, розробленим GIAT на останніх етапах холодної війни як експортний танк для заміни попереднього AMX-32. Розроблений як недорогий танк, орієнтований на армію з невеликим оборонним бюджетом, AMX-40 мав легкоброньований корпус і хорошу рухливість, що нагадувало попередні французькі ОБТ з потужною 120-мм гарматою. Однак він не привернув інтересу, що призвело до провалу проєкту, який був припинений у 1990 році. |
| M-84                               | 1984               | СФРЮ                             | 650                    | Основний бойовий танк М-84 — це, по суті, радянський Т-72, що вироблявся за ліцензією. Однак він має ряд югославських підсистем. Виробництво ОБТ М-84 почалося в 1983 році, а перші танки надійшли на озброєння в 1984 році. До 1992 року було виготовлено понад 600 таких ОБТ. Зараз він стоїть на озброєнні деяких країн колишньої Югославії та Кувейту. |
| EE-T1/EE-T2 Osório                 | 1985               | Бразилія                         | 2 прототипи            | Engesa EE-T1 Osório — бразильський прототип основного бойового танка, розроблений компанією Engesa. Танк передбачалося спочатку продати арабським та іншим країнам Третього світу, що дало бразильській армії змогу згодом розміщувати власні замовлення без фінансування витрат на розробку. Розробка танка спочатку фінансувалася Engesa за приватні кошти, але проблеми з грошовими потоками зрештою призвели до того, що бразильський уряд надав позику для підтримки програми. Було побудовано два прототипи танка, але EE-T1 так і не був прийнятий на озброєння.                                                                                                  |
| M1A1 Abrams                        | 1986               | США                              | 6 109                  | Покращений M1 Abrams. Виробництво почалося в 1985 році і тривало до 1992 року. Покращення охоплювали герметизовану систему ядерного, біологічного та хімічного захисту, задній багажник для кращого розміщення припасів і речей екіпажу, перероблені панелі здуву та 120-мм гладкоствольну гармату M256 (4 976 виготовлено для армії США, 221 для Корпусу морської піхоти США, 59 M1A1 AIM SA продано Австралії). |
| Panzer 87                          | 1987               | Швейцарія                        | 380                    | Ліцензійне виробництво Leopard 2A4 у Швейцарії. Ця версія мала 7,5-мм кулемети MG 87 швейцарського виробництва, обладнання зв'язку та покращену систему ядерного, біологічного та хімічного захисту. У Швейцарії було 380 танків Panzer 87 на озброєнні. |
| K1 88                              | 1987               | Південна Корея                   | 1 027                  | Перший основний бойовий танк на озброєнні Збройних сил Республіки Корея, розроблений General Dynamics. |
| TR-125                             | 1987               | Соціалістична Республіка Румунія | 5-10                   | Прототип основного бойового танка — модернізований Т-72 румунського виробництва лише з румунськими компонентами. Тепер він позначається P-125 («P» означає прототип від англ. Prototype). |
| Т-80УД «Береза»                    | 1987               | СРСР                             | 500-800                | Українська дизельна версія з двигуном 6ТД потужністю 1000 к.с. і дистанційно керованим зенітним кулеметом. |
| Lion of Babylon                    | 1989               | Ірак                             | 500-750                | Ліцензійна копія Т-72. |
| Меркава Mark III                   | 1989               | Ізраїль                          | 780                    | Станом на 2022 рік Меркава III був знятий із озброєння, але все ще залишається найчисленнішим танком в арсеналі ЦАГАЛю. Порівняно з Меркава Mark II, він має модернізацію мосту, силового агрегату, озброєння та електронних систем. Найпомітнішим доповненням було встановлення 120-мм гармати IMI місцевої розробки. |
| Тип 90                             | 1990               | Японія                           | 341                    | Розробка нового японського основного бойового танка (ОБТ) почалася в 1976 році. Він мав замінити середні танки Тип 61, які перебувають на озброєнні Сухопутних Сил Самооборони Японії. Новий танк був розроблений Mitsubishi Heavy Industries у співпраці з німецькими виробниками танків Краус-Мафай і MaK. Цей ОБТ озброєний німецькою гладкоствольною гарматою Rheinmetall RH-M-120 калібру 120 мм, яка вироблялася в Японії за ліцензією Japan Steel Works. Він стріляє багатоцільовими фугасними протитанковими снарядами і бронебійними опереними трасуючими підкаліберними снарядами, але також сумісний з усіма стандартними 120-мм танковими боєприпасами НАТО. |
| М-91 Вихор                         | 1991               | СФРЮ                             | 2 прототипи            | М-91 Вихор — прототип югославського основного бойового танка, створеного на базі M-84, який є ліцензійною югославською копією танка Т-72. Через розпад Югославії він так і не надійшов у масове виробництво, і було виготовлено лише кілька прототипів, в основному для випробувань. Його розробка пізніше призвела до випуску M-95 Degman. |
| Покпхунхо II                       | 1992               | Північна Корея                   | 200-500                | Подальший розвиток танка Чхонмахо. Танк може містити технології ОБТ Т-62, Т-72 і Чхонмахо. Відомо, що Покпхунхо використовується лише в Північній Кореї. |
| M1A2 Abrams                        | 1992               | США                              | 2 855                  | Покращений M1A1 Abrams. Виробництво почалося в 1986 році і танк надійшов на озброєння в 1992 році (77 виготовлено для США і понад 600 M1 модернізовано до M1A2, 315 для Саудівської Аравії, 1005 для Єгипту, 218 для Кувейту). M1A2 має для командира танка незалежний тепловізійний приціл і здатність швидко стріляти по двох цілях без необхідності отримувати кожну по черзі, а також компоненти броні 2-го покоління зі збідненого урану. |
| Leclerc                            | 1992               | Франція                          | 862                    | Замінив AMX-30. Основний бойовий танк Leclerc був розроблений GIAT Industries. Його розробка почалася в 1978 році, а перші прототипи були побудовані в 1989 році. Виробництво ОБТ Leclerc почалося в 1991 році. Він названий на честь генерала Філіпа Леклерка, командувача французькою бронетанковою дивізією під час Другої світової війни. Перебуває на озброєнні Франції (406) і Об'єднаних Арабських Еміратів (388). |
| Tank Technology Demonstrator (TTD) | 1992               | Південно-Африканський Союз       | 1 прототип             | Прототип основного бойового танка TTD або Tank Technology Demonstrator був завершений на початку 1990-х років. Він використовував деякі німецькі технології Leopard 2 і мав замінити застарілі південноафриканські ОБТ. Було створено лише прототип, а TTD так і не надійшов на озброєння через обмежене фінансування. Деякі підсистеми TTD були застосовані у Olifant Mk 2. Очікується, що ці модернізовані ОБТ надійдуть на озброєння в 21 столітті. |
| Т-90                               | 1992               | Росія                            | 750–1 000              | Глибока модернізація Т-72Б. Спочатку прийнятий на озброєння в жовтні 1992 року як Т-72БУ, але перейменований на Т-90. |
| PT-91 Twardy                       | 1995               | Польща                           | 285                    | Подальша розробка Т-72М1. PT-91 Twardy (укр. жорсткий) — вдосконалений варіант радянського основного бойового танка Т-72. PT-91 був розроблений у Польщі на початку 1990-х років. Виробництво танків PT-91 Twardy для Війська Польського було завершено у 2002 році. Всього було поставлено 233 танки. Наразі польська армія також експлуатує 120 старих танків Т-72М1 (додатково 470 танків законсервовано, фактична кількість машин у робочому стані невідома). |
| Ariete                             | 1995               | Італія                           | 200                    | Основний бойовий танк Ariete (також відомий як C1) був розроблений компаніями Iveco та OTO Melara. Названий на честь італійської бронетанкової дивізії Арієте, яка воювала під час Другої світової війни. Цей основний бойовий танк був призначений для заміни застарілого парку M60A1, що перебуває на озброєнні італійської армії. Перший прототип C1 Ariete був представлений у 1986 році, а шість передсерійних танків було виготовлено в 1989 році. Він надійшов на озброєння італійської армії в 1995 році. Італія експлуатує 200 ОБТ цього типу. |
| M-95 Degman                        | 1995               | Хорватія                         | 2 (прототипи)          | M-95 Degman — хорватський прототип основного бойового танка, розроблений компанією Джуро Джакович і значною мірою базується на танку M-91 Вихор, який базується на танку M-84. Degman M-95 не надійшла в серійне виробництво. |
| Stridsvagn 122                     | 1997               | Швеція                           | 120                    | Шведський основний бойовий танк на базі німецького варіанту Leopard 2 Improved із використанням новітніх технологій, таких як системи командування, управління та управління вогнем, а також посилена броня та довготривала бойова здатність. |
| TR-85M1 Bizonul                    | 1997               | Румунія                          | 54                     | Вперше побудований у 1985 році, модернізований варіант TR-85M1 «Bizonul» (укр. Бізон) був оновлений у 1996 році, щоб привести його до стандартів танків держав-членів НАТО. Проєкт був результатом співпраці Aerospatiale-Matra, SAGEM, Kolmorgen-Artus, Racal та румунських фабрик, таких як ROMARM, METRA, I.O.R. і Aerostar. |
| Зульфікар II                       | 1997               | Іран                             | Кілька прототипів      | Подальший розвиток Zulfiqar I. Це проміжний ОБТ, який служив випробувальним стендом для Zulfiqar III. Він мав подовжений корпус і був оснащений новим двигуном. Він також має нову башту з похилими передньою та задньою частинами. Це може означати видалення автозавантажувача або, можливо, новий автозавантажувач. Прототип, ніколи не був прийнятий на озброєння. |
| FV4034 Challenger 2                | 1998               | Велика Британія                  | 447                    | Подальший розвиток Challenger 1. Новий основний бойовий танк значно потужніший, ніж його попередник. Він надійшов на озброєння британської армії в 1994 році. Зараз Challenger 2 перебуває на озброєнні Великої Британії (386) і Оману (38). Озброєний британською 120-мм нарізною гарматою L30. |
| M1A2 Abrams SEP                    | 1999               | США                              | 3 273                  | System Enhancement Package (SEP) — це оновлення компонентів броні зі збідненого урану третього покоління з графітовим покриттям (240 нових, 300 M1A2 модернізованих до M1A2 SEP для США, також невідома кількість оновлених базових M1 та M1IP, також 400 найстаріших M1A1 модернізовано до M1A2 SEP). |
| Чорний орел                        | 1999               | Росія                            | 1                      | Танк «Чорний орел» (рос. Чёрный Орёл або Об'єкт 640 за класифікацією ГАБТУ) був передбачуваним прототипом основного бойового танка, виробленого в Росії. Вважається, що він був розроблений конструкторським бюро КБТМ в Омську наприкінці 1990-х років. Серійна версія цього танка ніколи публічно не демонструвалася. Проєкт «Чорний орел» був скасований, а все виробництво та розробка зупинені. Це варіант танку Т-80, який допоміг розробити Т-14 «Армата». |
| T-95                               | 2000               | Росія                            | Н/Д                    | Т-95 або «Об'єкт 195» — загальне неофіційне позначення російського основного бойового танка, який розроблявся на Уралвагонзаводі з 1988 року до скасування проєкту в 2010 році. Про танк відомо небагато. Роботи з розробки Об'єкта 195 були під час розробки Об'єкта 148, пізніше класифікованого як Т-14 «Армата», виробництво якого почалося в 2016 році. |
| Т-84 «Оплот»                       | 2000               | Україна                          | 10                     | Основний танк, подальший розвиток Т-80УД. Відрізняється українськими складниками, новим динамічним захистом та КОЕП «Штора». |
| Зульфікар III                      | 2000               | Іран                             | 750                    | Найдосконаліший варіант сімейства Зульфікар, обраний для виробництва, візуально дуже подібний до американського M1 Abrams. Він має значні модернізації системи управління вогнем, шасі, двигуна та основної гармати. Новий варіант оснащений 125-мм гладкоствольною гарматою 2А46 з автоматом заряджання, лазерним далекоміром і новою системою управління вогнем. Він також оснащений посиленою баштою, а колеса прикриті броньованою «спідницею». |
| M60-2000                           | 2001               | США Туреччина                    | 1 (лише прототип 120S) | M60-2000 або 120S спочатку були розроблені на запит командування сухопутних військ Туреччини для модернізації M60, але цей тендер згодом виграла ізраїльська корпорація Israel Military Industries із модернізацією Sabra II. Єгипетська армія розглядала цю пропозицію, поки її остаточно не відхилили на користь ліцензійного контракту на виробництво M1 в Єгипті. Був виготовлений лише один прототип. |
| K1A1                               | 2001               | Південна Корея                   | 484                    | Основний бойовий танк K1A1 є вдосконаленою версією K1 88-Tank. Він був розроблений у Південній Кореї компанією Hyundai Rotem. Він загалом схожий на американський M1A1 Abrams в частині вогневої міці та захисту. Перший серійний танк був вироблений в 1996 році, однак вій прийнятий на озброєння армії Південної Кореї лише в 2001 році. Виробництво припинилося в 2010 році. Повідомлялося, що в цілому було виготовлено 484 таких танків. |
| Тип 99                             | 2001               | КНР                              | 1 200                  | Основний бойовий танк Тип 99 є подальшим розвитком ОБТ Тип 98. Загалом він схожий на Тип 98, але має низку вдосконалень. Тип 99 був представлений у 2000 році та прийнятий на озброєння китайської армії у 2001 році. Цей основний бойовий танк демонструє суміш російського та західного впливу у своїй конструкції та технологіях. Станом на 2017 рік вдосконалену версію цього танка випускають у Китаї. На сьогодні це найсучасніший китайський основний бойовий танк. |
| MBT-2000/Al-Khalid                 | 2002               | КНР Пакистан                     | 994                    | Основний бойовий танк Al Khalid був спільно розроблений Китаєм і Пакистаном. Це подальший розвиток китайського танка Тип 90-II, який не був прийнятий на озброєння китайської армії. Наприкінці 1990-х років він експортувався як MBT-2000. Пакистан придбав ліцензію на виробництво цього ОБТ. Al Khalid названий на честь легендарного генерала Халіда ібн аль-Валіда. Перші поставки цього танка були здійснені в 2002 році. Зараз Al Khalid стоїть на озброєнні Пакистану. |
| Tank EX                            | 2002               | Індія                            | 8 прототипів           | Експериментальний гібридний прототип з баштою від Арджун і корпусом від Т-72. Він пройшов шість місяців випробувань, але згодом був відхилений індійською армією. |
| Покпхунхо III                      | 2002               | Північна Корея                   | 200-500                | Зовнішні джерела дають танку кодову назву М-2002, оскільки танк пройшов бойові випробування 16 лютого 2002 року (що було офіційно підтверджено зовнішніми джерелами), хоча танк міг існувати з 1992 року. |
| T-72M4CZ                           | 2003               | Чехія                            | 30                     | Модернізований чеський варіант танка Т-72. Основний бойовий танк Т-72 випускався за ліцензією в колишній Чехословаччині. Він надійшов на озброєння чехословацької армії в 1981 році. Після розпаду Чехословаччини на початку 1990-х років у Чехії та Словаччині були розроблені програми модернізації, щоб зберегти працездатність і боєздатність своїх парків ОБТ Т-72. |
| Leopard 2E                         | 2003               | Німеччина Іспанія                | 219                    | Похідна модель від Leopard 2A6 з підвищеним захистом броні, розроблена в рамках програми спільного виробництва між оборонними промисловостями Іспанії та Німеччини. |
| M60 Phoenix                        | 2004               | Йорданія                         | 182                    | M60 Phoenix — йорданська модернізація основного бойового танка M60A3. Його розробила King Abdullah Design and Development Bureau (KADDB). Повідомлялося, що загалом 182 йорданські танки M60A3 були модернізовані до стандарту Phoenix. 105-мм нарізна гармата була замінена швейцарською гладкоствольною гарматою RUAG CTG калібру 120 мм/L50. Він сумісний з усіма стандартними 120-мм танковими боєприпасами НАТО. Йорданський M60 Phoenix відрізняється більшою потужністю, ніж інші вдосконалені M60, які мають гармати калібру 120 мм/L44. |
| Арджун Mk 1                        | 2004               | Індія                            | 141                    | Перший прототип основного бойового танка «Арджун» був побудований в 1989 році, 15 передсерійних прототипів були побудовані до 1996 року. Серійний варіант під назвою Арджун MK1 прийнятий на озброєння армії Індії в 2004 році. Варіант Арджун MK1A був розроблений і прийнятий на озброєння індійської армії в 2021 році. |
| Меркава Mark IV                    | 2004               | Ізраїль                          | 360                    | Основний бойовий танк Меркава Mk IV прийнятий на озброєння Армії оборони Ізраїлю в 2004 році. Це подальший розвиток Меркави Mark III. Зараз ним озброюють ізраїлькі 460-у навчальну бригаду та 4-ту резервну бригаду. Довгий час ці танки не експортувалися, хоча деякі системи та вузли танка пропонувалися експортним замовникам. Однак у 2014 році повідомлялося, що Ізраїль експортує певну кількість цих танків невідомому замовнику, можливо, Колумбії. |
| M-84AS                             | 2004               | Сербія                           | 1                      | Модернізований югославський варіант танка M-84. M-84AS іноді називають M-84AB1 і M-2001. |
| C2 Ariete                          | 2005               | Італія                           | 200                    | C2 Ariete був представлений у 2005 році. Він має модульну броню, 120-мм гладкоствольну гармату з автоматом заряджання, гідропневматичну підвіску, двигун потужністю 1500 к.с. і вдосконалену систему управління вогнем. |
| Тип 96A/B                          | 2006               | КНР                              | 2 500                  | Тип 96G (також згадується як Тип 96A). Це модернізована версія танка Тип 96, оснащена динамічною бронею та тепловізійною системою для роботи в будь-яку погоду, та будь-який час доби. Він був представлений у 2006 році. Вважається, що модернізовані танки наближаються до Типу 99 за рівнем захисту, вогневої міці та мобільності. Маса модернізованого ОБТ зросла до 42,8 т. Усі танки Типу 96 можуть бути модернізовані до цього стандарту. Цей танк також пропонується для експортних замовників як VT2B. У 2016 році з'явилася нова версія Type 96G, яка, скоріш за все, оснащена новим двигуном.                                                                 |
| Mobarez                            | 2006               | Іран                             | 50                     | Іранська версія британського танка Chieftain. |
| Sabra Mk I                         | 2007               | США Ізраїль                      | 630                    | Суттєво модернізований танк M60 Patton, розроблений Israel Military Industries. |
| Al-Khalid I                        | 2009               | КНР Пакистан                     | 150                    | Оновлений варіант зі збільшеним боєкомплектом до 49 125-мм пострілів, 1 500 12,7-мм пострілів і 7 100 7,62-мм пострілів. Включає в себе модифікації системи управління вогнем, яка тепер є вдосконаленим багатопроцесорним комп'ютером управління вогнем із ефективною дальністю ідентифікації до 7 км. |
| Sabra Mk II/M60T                   | 2009               | Ізраїль Туреччина                | 450                    | На озброєнні Туреччини Sabra Mk II відома як M60T. |
| Leopard 2A4M CAN                   | 2010               | Німеччина Канада                 | 20                     | Leopard 2A4M CAN є модернізованою канадською версією танка Leopard 2A4, отриманого з надлишків Королівської армії Нідерландів. Leopard 2A4M CAN спеціально розроблений для війни в Афганістані на базі досвіду, отриманого операторами Leopard 2. |
| PT-16                              | 2016               | Польща                           | 233                    | Подальший розвиток танка PT-91 Twardy. Заявлені запропоновані оновлення включають покращену броню, озброєння та мобільність. Єдиний нефункціональний макет, коли-небудь створений. Прототип так і не був збудований. |
| M-84AS1                            | 2017               | Сербія                           | 10                     | M-84AS1 і M-84AS2 є суттєво модернізованими версіями основного бойового танка M-84, розробленого Військово-технічним інститутом Белграда і виготовленого Технічним ремонтним інститутом «Čačak» в Сербії. Перша версія, позначена як M-84AS1, була представлена в 2017 році. Пізніші версії містять численні вдосконалення і були представлені в 2020 і 2021 роках. |
| M-84D                              | 2018               | Хорватія                         | 16                     | Модернізована версія танка M-84 з покращенням броні, озброєння, мобільності та електроніки. 75 одиинць буде модернізовано, можливо замінивши 125-мм гармату 2A46 на 120-мм гармату НАТО. |
| M60A3 SLEP                         | 2019               | Тайвань                          | Н/Д                    | Модульне оновлення танка M60A3 в рамках Тайваньської програми подовження терміну служби (SLEP) 2019 року спільно з Elbit Systems. Оновлення охоплюють 120-мм гармату MG251/L44 із напівавтоматичним допоміжним заряджанням, незалежну систему керування вогнем Elbit Knight (IFCS) із незалежним тепловізійним прицілом командира, лазерним далекоміром, системою попередження RWR/IR та електричним приводом башти Curtis-Wright. Покращена підвіска корпусу, вдосконалена система РХБ-захисту та модульні пакети активної та динамічної броні. |

### Модернізовані
Це танки третього покоління, модернізовані за технологією четвертого покоління.
| Назва                     | Взято на озброєння | Походження     | Вироблено одиниць | Примітки |
| ------------------------- | ------------------ | -------------- | ----------------- | --- |
| Меркава IVm Windbreaker   | 2011               | Ізраїль        | 300               | Меркава Mark IV оснащений системою активного захисту Trophy, що отримав позначення «Meil Ruach» (івр. מעיל רוח; «Вітрозахисна куртка» або «Вітровка»). Меркавою IVm наразі оснащені всі діючі бойові бригади. |
| БМ «Оплот»                | 2009               | Україна        | 54                | Найновіша і найдосконаліша версія Т-84 — це модернізована версія Т-84 «Оплот», яка має досконаліше бронювання, нові системи радіоелектронної протидії тощо. Однією з помітних особливостей є новий панорамний танковий приціл ПНК-6. Т-84 «Оплот-Т» є експортною версією для Таїланду. |
| T-90МС/М                  | 2020               | Росія          | 67+               | Основні особливості включають модернізацію старої конструкції башти, яка оснащена новою вдосконаленою системою управління вогнем «Каліна» (з інтегрованою бойовою інформаційно-керуючою системою), покращене бронювання на каруселі боєприпасів та нову модернізовану гармату 2А46М-5, а також дистанційно керовану зенітну установка «УДП Т05БВ-1». Т-90МС — експортна версія, також відома як Т-90СМ. |
| K1A2                      | 2013               | Південна Корея | 480               | Модернізований варіант K1A1 з технологією K2 Black Panther. Він оснащений додатковими системами, такими як цифрова система керування полем бою, система «свій — чужий», а також передньою та задньою камерами огляду. Покращено обмін інформацією в режимі реального часу, роботу між бойовими машинами, запобігання дружнього вогню та керованость водія. |
| Тип 99A                   | 2014               | КНР            | 600               | Тип 99G — китайський основний бойовий танк. Це вдосконалена версія Типу 99, яка була прийнята на озброєння китайської армії ще в 2001 році. Цей танк також називають Тип 99A, Тип 99A1 і Тип 99A2. Він має низку вдосконалень порівняно з базовим Типом 99, пов'язаних із системами управління вогнем, націлюванням і протидією, а також модифікованою підвіскою. |
| Leopard 2A7+              | 2014               | Німеччина      | 106               | Leopard 2A7+ є вдосконаленим танком третього покоління, який був випробуваний Бундесвером під назвою UrbOp (Urban Operations). |
| VT-4                      | 2016               | КНР            | 214               | VT4 — китайський основний бойовий танк, розроблений спеціально для експорту. Він також відомий як MBT-3000. Його продає компанія NORINCO. Цей танк можна розглядати як спрощену експортну версію Типу 99G, яка стоіть на озброєнні армії Китаю. VT4 є подальшим розвитком VT1A, який, у свою чергу, є спрощеною експортною версією Типу 99. |
| Т-80БВМ                   | 2020               | Росія          | 220+              | До 300 одиниць, новий вибуховий динамічний захист «Релікт», приціл навідника ПНМ «Сосна-У» (як у Т-90 і Т-72Б3), вдосконалена 125-мм гармата 2А46М-4, модернізований газотурбінний двигун, модернізовані різні системи. Наразі виробляється. |
| M1A2 SEPv3 (раніше M1A2C) | 2017               | США            | 154               | Прототипи почали тестувати в 2015 році, а перший танк поставлено в жовтні 2017 року. |
| Каррар                    | 2017               | Іран           | невідомо          | Іранський ОБТ, який, як заявлено, не поступається російським Т-90М і американським М1А2. І Іран, і Росія, однак, заперечують будь-яку участь Росії в проєкті за винятком оригінального виробництва корпусу. |
| Leopard 2PL               | 2018               | Польща         | 142               | Модернізована версія танка Leopard 2A4, який стоїть на озброєнні збройних сил Польщі. |
| Арджун MK 1A              | 2021               | Індія          | 17                | Арджун Mk 1A є вдосконаленим варіантом основного бойового танка Арджун. Він має перероблену башту, захищену композитною бронею Kanchan, вибуховим динамічним захистом та невибуховою динамічною бронею. Він має систему активного захисту ALWCS і розроблену DRDO систему моніторингу стану здоров'я. Арджун MK1A має здатність стріляти індійськими гарматними ракетами подвійного призначення, а саме SAMHO. Арджун MK1A надійшов на озброєння індійської армії у 2021 році.                                                     |
| M1A2 SEPv4 (раніше M1A2D) | 2021               | США            | -                 | На етапі розробки станом на 29 березня 2022 року. |
| Ariete AMV                | 2022               | Італія         | -                 | Ariete AMV — це оновлення середнього терміну експлуатації (італ. Ammodernamento di Mezza Vita) Ariete для 125 одиниць і включає: оновлений IVECO V12 MTCA з уприскуванням Common Rail і потужністю 1500 к.с., оновлену трансмісію, нові гусеничні стрічки, нову електроніку та оптику (LOTHAR SD для навідник, Multispectral ATTILA D для командира), додаткову броню та протимінний захист та інтеграцію системи керування полем бою SICCONA.                                                                                     |
| Al-Khalid II              | 2023               | Пакистан       | Н/Д               | Оновлений варіант, що включає оновлену башту, збільшену вагу, оновлений модульний пакет броні та датчиків, покращений боєприпас і нову силову установку, що розвиває потужність 1500 к.с. |
| Меркава IV Barak          | 2023               | Ізраїль        | Н/Д               | Меркава Mark 4 «Barak» (Блискавка) планується прийняти на озброєння в 2023 році. Танк матиме модернізовану ситаме активного захисту Trophy, 360-градусне охоплення камери вдень/вночі для покращення ситуаційної обізнаності, дисплей у стилі винищувача для командир танка та нові датчики, які дозволяють йому самостійно отримувати цілі та швидко вражати їх, а також присутні засоби радіоелектронної боротьби та передові системи обробки, системи спрямованої енергії, здатні перехоплювати безпілотники та крилаті ракети. |

## Четверте/наступне покоління
Танки наступного або четвертого покоління все ще знаходяться в стадії розробки або на ранніх стадіях свого створення. Хоча термін «(четверте) наступного покоління» не має офіційного підґрунтя, ці основні бойові танки використовують найновіші технології та конструкції, щоб конкурувати в сучасних передових бойових умовах.
| Назва                       | Взято на озброєння | Походження               | Вироблено одиниць | Примітки |
| --------------------------- | ------------------ | ------------------------ | ----------------- | --- |
| Тип 10                      | 2012               | Японія                   | 106               | |
| K2 Black Panther            | 2014               | Південна Корея           | 260               | |
| Leclerc XLR                 | 2022               | Франція                  | 15 / 200          | Найновіший пакет оновлення в рамках програми SCORPION. Включення нових тактичних інтерфейсів, нових пакетів броні, башти RWS, а також кількох додаткових датчиків і гранатометів. Перші одиниці мали бути поставлені в 2022 році, а загальний парк із 200 Leclerc XLR мав бути взятий на озброєння до 2030 року. |
| AbramsX                     | 2022               | США                      |                   | Демонстрація технологій серії M1 Abrams, AbramsX включає в себе автомат заряджання, безпілотну башту, гібридну дизель-електричну силову установку, яка забезпечує на 50 % більшу паливну ефективність, 30-мм стрічкову гармату на віддаленій станції управління, системи активного захисту та безшумний режим при роботі від електроенергії. |
| Panther KF51                | 2022               | Німеччина                | 3                 | |
| Т-14 «Армата»               | невідомо           | Росія                    |                   | Перша партія з 12 танків була поставлена в 2015 році. У 2018 році російська армія замовила партію зі 100 танків. У грудні 2021 року державна корпорація «Ростех» оголосила про початок серійного виробництва 40 танків. Його двигун розвиває потужність 1 350 к.с. (пікова 1 500 к.с.). Він має нову додаткову вибухову динамічну броню «Малахіт». Він використовує електричну стабілізацію озброєння з дистанційно-керованою баштою. Танк озброєний 125-мм гладкоствольною гарматою 2А82, здатною вести вогонь програмованими боєприпасами (протитанковими керованими ракетами, що запускаються з гармати, здатними вражати інші танки чи вертольоти). |
| Altay                       | 2023               | Туреччина Південна Корея |                   | |
| FMBT                        | 2025               | Індія                    |                   | |
| Challenger 3                | 2027               | Велика Британія          |                   | Подальший розвиток Challenger 2, Challenger 3 має абсолютно нову башту з покращеним корпусом. 120-мм нарізну гармату L30A1 було замінено на нову 120-мм гладкоствольну гармату Rheinmetall L55A1 стандарту НАТО; вона є похідною 120-мм гармати Rheinmetall Rh-120, яка зараз використовується в Leopard 2A6 і Leopard 2A7. Challenger 3 має бути прийнятий на озброєння у 2027 році, а загальний парк налічуватиме 148 танків. |
| Main Ground Combat System   | 2035               | Франція Німеччина Італія |                   | |
| Decisive Lethality Platform | 2035               | США                      |                   | |